# Prochowice
Prochowice là một thị trấn thuộc huyện Legnicki, tỉnh Dolnośląskie ở miền tây nam Ba Lan. Thị trấn có diện tích 10 km². Đến ngày 1 tháng 1 năm 2011, dân số của thị trấn là 3746 người và mật độ 380 người/km².